# Sugino Kento
Kento Sugino (sinh ngày 25 tháng 2 năm 1992) là một cầu thủ bóng đá người Nhật Bản.

## Sự nghiệp câu lạc bộ
Kento Sugino đã từng chơi cho Fukushima United FC.